# Terza pagina
Die Terza pagina ist im italienischen Journalismus die dritte Seite der meisten italienischen Tageszeitungen, auf der traditionell kulturelle Themen behandelt werden und manchmal auch Gedichte und andere kurze literarische Arbeiten abgedruckt sind (vgl. Rondismo). Diese typisch italienische Anordnung wurde von der Mailänder Zeitung Corriere della Sera (1876 gegründet) am Anfang des 20. Jahrhunderts eingeführt; nach anderen Quellen soll Il Giornale d’Italia vom 10. Dezember 1901 die erste terza pagina veröffentlicht haben.
Diese Institution stellt ein einzigartiges Forum auch für bekannte Schriftsteller dar, die in diesem Rahmen nicht nur ihre Anliegen einem breiteren Publikum bekanntmachen, sondern auch die Gelegenheit zu brillanten Stilübungen erhalten. Parallel zum Prestigeverlust des Bravourstücks nach den Regeln der prosa d’arte (vgl. Écriture artiste) findet neuerdings auf der terza pagina eine Angleichung an die Feuilletons und kulturellen Beilagen der internationalen Presse statt.